# Lego DC Super Hero Girls
Lego DC Super Hero Girls er en produktlinje produceret af den danske legetøjskoncern LEGO, der blev introduceret i 2016, og den er baseret på DC Super Hero Girls. Det blev solgt meds licens fra DC Comics og Warner Bros. Animation. Udover legetøjssæt blev der produceret af flere kortfilm og tv-film. Figurerne er af samme type som Lego Friends Temaet blev udfaset i slutningen af 2018.

## Sæt
- 30546	Krypto saves the day polybag
- 41230 Batgirl Batjet Chase
- 41231 Harley Quinn to the rescue
- 41232 Super Hero High School
- 41233 Lashina Tank
- 41234 Bumblebee Helicopter
- 41235 Wonder Woman Dorm
- 41236 Harley Quinn Dorm
- 41237 Batgirl Secret Bunker
- 41238 Lena Luthor Kryptomite Factory
- 41239 Eclipso Dark Palace